# Phường 3 (Quận 6)
Phường 3 is een phường in Ho Chi Minhstad, de grootste stad van Vietnam, die ligt in de overgang van Đông Nam Bộ en de Mekong-delta. Het behoort tot Quận 6, een van de districten van Ho Chi Minhstad.